# قائمة قتلى هجوم كرايستشيرش
تضمّ هذه القائمة ضحايا الهجوم الإرهابي على مسجدين في كرايستشيرش في 15 آذار/مارس 2019 والذي أودى بحياة 50 شخصًا وتسبّب في جرح 50 آخرين على الأقل. تعتمدُ القائمة بالدرجة الأولى على البيانات التي نُشرت في الجرائد والمواقع الإخباريّة حول هويّة ضحايا الهجوم ولم تُكتمل بعد بسبب صعوبة الوصول للمعلومات.
| الاسم                     | العُمر     | البلد الأصلي             | معلومات أخرى |
| ------------------------- | --------- | ------------------------ | --- |
| مقداد إبراهيم             | 3 سنوات   | الصومال                  | تُوفيّ مقداد في أحضان والدهِ الذي نجا بأعجوبة من رصاص الإرهابي بعدما تظاهرَ بالموت. |
| عبد الله ديري             | 4 سنوات   | الصومال                  | كانَ الطفل عبد الله يُصلّي إلى جانبِ والدهِ عدنان إبراهيم ديري وأربعة أخوة أكبر منه حينَ بدأَ المهاجم في إطلاق الرصاص ليُفارق الحياة بعدما تلقى عددًا من الرصاصات في أجزاء متفرّقة من جسمه. |
| صياد ميلن                 | 14 سنة    | -                        | وصفت وسائل الإعلام صياد «بالجنديّ الصغير الشجاع» ... لم يتمّ تأكيدُ موتِه رسميًا لكنّ والدهُ جون ميلن قال إن ابنه الصغير شُوهد وهو يرقد على الأرض وهو ينزف من أسفل جسمه. |
| نعيم راشد                 | غير معروف | باكستان                  | ظهرَ نعيم في الفيديو الذي بثهُ المجرم مباشرة على موقع فيسبوك وهو يُحاول ردع القاتل قبل أن يرديه قتيلًا بعدما أطلق عليهِ النار من مسافة الصفر. |
| طلحة راشد                 | 21 سنة    | باكستان                  | هو ابنُ نعيم راشد وقد قضى نحبهُ هو الآخر في الهجوم بعدما أُصيب بعدّة رصاصات ثم توفي في وقتٍ لاحق متأثرًا بجراحه. |
| داود نبي                  | 71 سنة    | أفغانستان                | انتقلَ داود إلى نيوزيلندا قادمًا من أفغانستان قبل 30 عامًا حيثُ كان يدير الجمعيّة الأفغانيّة وحسب ما ظهرَ في الفيديو فقد قفز داود أمام شخص آخر في محاولة منهُ لإنقاذه من المسلح لتخترق الرصاصات جسمه ويُفارقَ الحياة في عينِ المكان.                                                                                  |
| خالد الحاج مصطفى          | غير معروف | سوريا                    | قدمَ لنيوزيلندا من سوريا قبلَ بعضة أشهر. كان يُصلّي في مسجدِ النور حينما باغتهُ الإرهابي بكذا رصاصات تسببت في وفاته على الفور. جديرٌ بالذكرِ هنا أنّ خالد كان يصلي رفقة ابنيه؛ الأول يبلغُ من العمر 13 سنة وقد أُصيب هو الآخر وتمّ نقلهُ للمستشفى في وقتٍ لاحق بينما لم يُعثر على ابنه الأكبر البالغ منَ العمر 16 سنة بعد. |
| ليلى عبد الحميد           | غير معروف | غير معروف                | كانت تعيشُ في كرايستشيرش منذ مدة وقد لقيَت حتفها هي الأخرى ضمنَ الخمسينَ قتيلًا الذينَ أرداهم الإرهابي في يومٍ واحد. |
| حسني آرا بارفين           | 42 سنة    |                          | كانت تستعد للصلاة في قسم النساء في مسجد النور وحينما سمعت صوتَ الرصاص هرعت لمساعدة زوجها المُعقد فعاجلها القاتل بالرصاص. |
| أشرف علي                  | غير معروف | باكستان                  | هو إمام المسجد وقد فارق متأثرًا بالجراح التي أُصيب بها خلال الهجوم. |
| ليندا أرمسترونغ           | 65 سنة    | نيوزيلندا                | كانت فاعلة جمعويّة وناشطة في المجتمع المدني حيثُ قدمت المساعدة للعديدِ من اللاجئين كما تبنت طفلًا صغيرًا من بنغلاديش كان قد هاجرَ إلى نيوزيلندا. ماتت ليندا في أحضان امرأة بعدما أصيبت بالرصاص في ذراعها وفي أنحاء أخرى من جسمها.                                                                                |
| محمد عطا عليان            | 33 سنة    | فلسطين                   | هو لاجئ فلسطيني قدمَ لنيوزيلندا منذ مدة وعمل هناك كما شاركَ في تأسيس أحد المساجد رفقة آخرين عام 1993. أُصيب محمد بجراحٍ خطيرة في الهجوم ثمّ فارق الحياة في المستشفى. |
| جهنداد علي                | غير معروف | باكستان                  | توجّه لأداء صلاة الجمعة في المسجد الذي شهدَ الاعتداء الإرهابي ولم يعلم عنهُ أحدًا منذ تلك الساعة. تبيّن في وقتٍ لاحق أنّه ضمنَ قائمة القتلى بعدما اخترقَت رصاصة غادرة جسدهُ وأردتهُ قتيلًا. |
| هارون محمود               | غير معروف | باكستان                  | هارون أبٌ لطفلين وقد قدمَ لنيوزيلندا من باكستان من أجلِ إكمال دراسة الدكتوراه في جامعة لينكولن في كرايستشيرش لكنّه قُتل على يدِ الإرهابي خلالَ الهجوم داخلَ مسجد النور. |
| أمجد حميد                 | 57 سنة    | فلسطين                   | هو لاجئ فلسطيني قدمَ لنيوزيلندا قبلَ 23 سنة. كان يعملُ كطبيب في كرايستشيرش إلى أن لقيَ حتفهُ خلال الهجوم في الخامس عشر من مارس/آذار 2019. |
| موسى باتل                 | غير معروف | فيجي                     | قضى موسى معظم سنوات حياته في جزيرة فيجي ثمّ انتقل قبل أسابيع قليلة لمدينة كرايستشيرش في نيوزيلندا للانضمامِ للمجتمع الإسلامي في المدينة لكنّه فارقَ الحياة بعدما استهدفهُ المهاجم بعددٍ من الرصاصات من سلاح نصف آلي.                                                                                             |
| أسامة عدنان               | 39 سنة    | مصر                      | هو مواطن مصري يعيشُ في نيوزيلندا. ذهبَ لتأدية صلاة الجمعة في مسجد النور بمدينة كرايستشيرش حيث حصل الهجوم الإرهابي. لم يُعثر عليه في البداية ثمّ تُؤكد فيما بعد أنّه ضمنَ قائمة الضحايا. |
| فرهاج أحسن                | غير معروف | الهند                    | تركَ فرهاج الهند واتجهَ صوبَ نيوزيلندا بحثًا عن حياة جديدة. درسَ هناك حتّى تخرج كمهندس برمجيات ثمّ حصل على وظيفة في وقتٍ لاحق قبلَ أن يُؤسّس أسرتهُ الصغيرة لكنّه فارقَ الحياة متأثرًا بالجراح التي أُصيب بها خلال الهجوم.                                                                                                 |
| سيّد أحمد                  | 27 سنة    | باكستان                  | استقر سيد أحمد في نيوزيلندا ثمّ تزوج هناك لكنّه فقدَ زوجته في وقتٍ ما. قُتل في الخامس عشر من مارس في مسجدِ النور على يدِ رصاص المُهاجم |
| زوليفرمان سياه            | غير معروف | غير معروف                | ارتقى خلال الهجوم على المسجدِ الأول بعدما أُصيب بعدّة رصاصات في أنحاء متفرقة من جسمه. |
| أنسي كاريباكولام          | 25 سنة    | الهند                    | كانت حاضرة في المسجد خلال الهجوم ولم تعرف عنها عائلتها شيئًا حتى تبيّنَ في وقتٍ لاحق أنّها قد فارقت الحياة متأثرة بجراحها. |
| عبد الحميد ليليك          | غير معروف | إندونيسيا                | قُتل خلال الهجوم بعدما تلقى عددًا من الرصاصات في جسمه. |
| محسن الحربي               | غير معروف | السعودية                 | ظهر في مقطع فيديو صغير وهو يُشهّد خلال نقلهِ للمستشقى من أجلِ علاجه. فارقَ الحياة في وقتٍ لاحق متأثرًا بالجراح التي كانَ قد أُصيبَ بها خلالَ الهجوم. |
| منير سليمان               | 68 سنة    | مصر                      | هاجرَ منير إلى نيوزيلندا بحثًا عن حياة أفضل. عاش هناك لمدة قبل أن يتمّ قتلهُ على يدِ الإرهابي برينتون تارانت في مسجد النور. |
| حمزة مصطفى                | 16 سنة    | غير معروف                | ظل مختفيًا طوال يوم الهجوم تقريبًا حتى عُثر عليه في المستشفى مفارقًا الحياة بعدما تأثر بالجراح التي أُصيب بها خِلال الهجوم. |
| علي المدني                | 65 سنة    | الإمارات العربية المتحدة | انتقل لمدينة كرايستشيرش عام 1998 ثمّ استقر هناك إلى أن قُتل خلال الهجوم الإرهابي على مسجد النور عام 2019. |
| موجمل حوق                 | 30 سنة    | بنغلاديش                 | انتقل حوق لمدينة كرايستشيرش قبل ثلاث سنوات من أجل العمل في المجال الصحي. كان يحلمُ بالعودة إلى بنغلاديش بلده الأم من أجل افتتاح مركز طبي هناك لكنّه قُتل على يدِ الإرهابي خلال الهجوم المسلح. |
| أوزير قدير                | 24 سنة    | الهند                    | كان قدير يدرسُ هندسة الطيران في نيوزيلندا؛ وقد انتقل للعيش في مدينة كرايستشيرش قبل أقل من سنة. فارقَ الحياة بعدما تلقى عدّة رصاصات في جسمه. |
| حسين مصطفى                | 70 سنة    | مصر                      | كان يعيشُ في مدينة كرايستشيرش بنيوزيلندا. ذهب لأداة صلاة الجمعة في مسجدِ النور لكنّه تلقى رصاصات غادرة في جسمه تسببت بوفاتهِ في عينِ المكان. |
| فارهاج أحسن               | 30 سنة    | الهند                    | هو مهندس برمجيات له درجة ماجستير من جامعة أوكلاند سنة 2010، وأستقر في كرايستشيرش. |
| سيد جاهانداد علي          | 34 سنة    | باكستان                  | لديه زوجة اسمها آمنة علي، موجودة في باكستان، وقد ترك عمله الساعة الواحدة ظهراً يوم الجُمعة وتوجه نحو مسجد النور للصلاة. |
| حسين العمري               | 36        | العراق                   | اسم والده حازم العمري ووالدته هي جنة عدنان عزت الخطاطة العراقية الموصلية ، وكان يعمل في قطاع السياحة وخسر عمله وهاجر من الإمارات لنيوزيلندا عام 1997، ويُذكر أن والد حسين لم يذهب للمسجد ونصح ابنه بعدم الذهاب لإنه غير آمن.                                                                                |
| كامل درويش                | 39 سنة    | الأردن                   | لديه أخ يدعى زهير درويش، وهو أب لثلاثة أطفال، وقد أنهى دراسته الجامعية في الأردن وحاول جاهداً البحث عن فرصة عمل لتأمين حياة كريمه له ولأفراد عئلته ولكن الفرص التي وجدها كانت محدودة الراتب، حيث قرر أن يسافر خارج الأردن واستقر هناك منذ ثلاث شهور وكان مواظباً على الصلاة في المسجد وقُتل فيه.              |
| محمد عمران خان            | 47 سنة    | الهند                    | يعتقد أنه مات في مسجد لينوود، ويملك مطعمين في مدينة كرايست تشيرش، منهما مطعم indian grill ومعناه الشواء الهِندي أو مطعم الشواء الهِندي. |
| عبد الفتاح قاسم           | 59 سنة    | فلسطين                   | مفقود |
|                           |           |                          | |
| أحمد جمال الدين عبد الغني | 68 سنة    | مصر                      | |
| أشرف المرسي               | غير معروف | مصر                      | |
| أشرف المصري               | غير معروف | مصر                      | |

## روابط خارجية
- موقع "اعرف أسماءهم"